# Port Hawkesbury
Port Hawkesbury is een plaats (town) in de Canadese provincie Nova Scotia en telt 3922 inwoners (2006). De oppervlakte bedraagt 8,35 km².